# 交響曲第3番 (メンデルスゾーン)
交響曲第3番 イ短調 作品56, MWV N 18 は、フェリックス・メンデルスゾーンが1830年から1842年にかけて作曲した交響曲であり、メンデルスゾーンが完成させた最後の交響曲である。『スコットランド』の愛称で知られる。

## 概要
「第3番」という通し番号は出版順によるものであり、これより早い時期に作曲された第4番『イタリア』、第5番『宗教改革』の両曲はメンデルスゾーンの死後に出版された。
『スコットランド』という名称は、メンデルスゾーンがこの曲を着想したのが1829年のスコットランド旅行中で、当時メンデルスゾーン自身が家族への手紙の中で「スコットランド交響曲の始まりを見つけた」と言及し、第1楽章冒頭の旋律の原型を書いていることに由来する。作曲者は公式には副題を記さなかったが、個人的な手紙や後述する献呈先などについて語る際に「この曲とスコットランドのつながり」について言及している。
ロマン派音楽の交響曲として代表的な存在であり、4つの楽章は休みなく連続して演奏されるよう指示されている。しかし、各楽章は終止によって明確に区切られていること、続性は緩やかであり、同じく全楽章を連続的に演奏するシューマンの『交響曲第4番』とは異なって、交響曲全体の統一性や連結を強く意図したものとは認められない。
初演は1842年3月3日、メンデルスゾーン自身の指揮、彼が常任指揮者を務めていたライプツィヒ・ゲヴァントハウス管弦楽団により行われた。同年5月に7度目のイギリス訪問を果たしたとき、メンデルスゾーンはバッキンガム宮殿でヴィクトリア女王に謁見し、この曲を女王に献呈する許可を得た。献辞付きの楽譜は翌1843年に出版された。

### 作曲の経緯

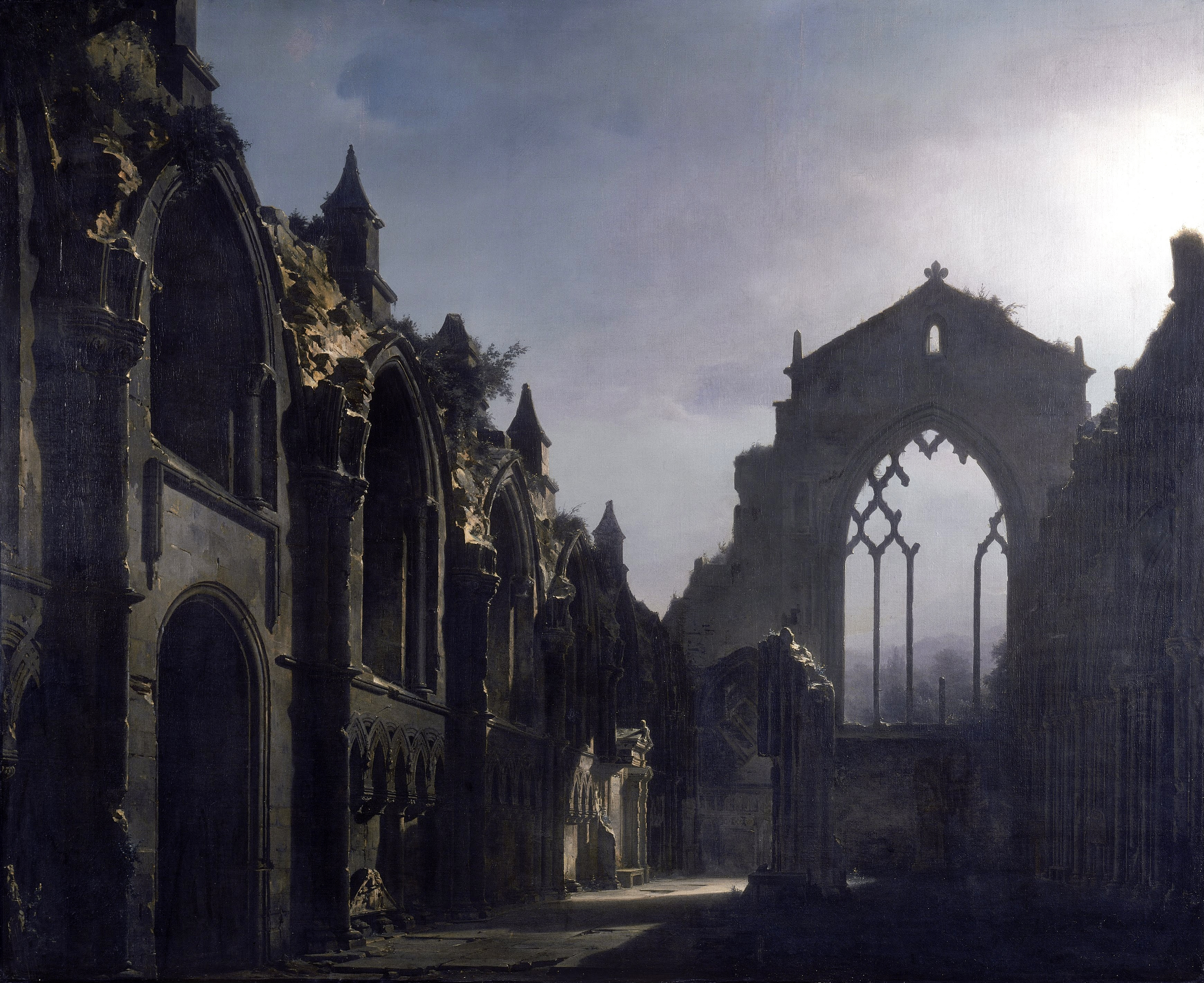
『ホリールード礼拝堂の廃墟』ダゲール画 (1824年)

1829年3月、メンデルスゾーンはバッハの『マタイ受難曲』を蘇演し、5月に初めてイギリスに渡った。スコットランドを旅したメンデルスゾーンは、7月30日に友人でハノーファー王国公使館のロンドン支部の書記を務めていたカール・クリンゲマン (Karl Klingemann)とともに、エディンバラにあるメアリ・ステュアートゆかりのホリールードハウス宮殿を訪れ、宮殿のそばにある修道院跡において、16小節分の楽想を書き留めた。これが以下の家族への手紙で言及した、本作の序奏部分の原型となった。
夕闇の中、本日ただ今わたしたちはメアリー女王が暮らし、愛しんだ宮殿に行きました...下にある礼拝堂は現在屋根がありません。メアリーがスコットランド女王として戴冠した祭壇は毀れ、草とツタが生い茂っています。すべては荒廃し朽ち果てて、澄み切った天が降り注いでいます。わたしはそこに自分の「スコットランド」交響曲の始まりを見つけたように思います。
しかしながら、翌1830年にはイタリアへ旅行して第4番『イタリア』の作曲に取り掛かり、1835年にはライプツィヒ・ゲヴァントハウス管弦楽団の指揮者となるなど、多忙のために本作の作曲は10年以上ほとんど進まず、1841年になってやっと本格的な作曲がはじめられた。
全曲が完成したのは1842年1月20日のベルリンにおいてであり、メンデルスゾーンは既に33歳になっていた。メンデルスゾーンはモーツァルトと同様に速筆で知られるが、この曲に関してはその例外ということになる。

## 楽器編成
フルート 2、オーボエ 2、クラリネット 2、ファゴット 2、ホルン 4、トランペット 2、ティンパニ、弦五部。

## 曲の構成
全4楽章、演奏時間は約40分。
- 第1楽章 アンダンテ・コン・モート - アレグロ・ウン・ポコ・アジタート
イ短調 - イ短調、4分の3拍子 - 8分の6拍子、序奏付きのソナタ形式（提示部リピート指定あり）。

序奏部は幻想的かつ悲劇的な旋律で始まる。旋律の初め、属音から主音に4度跳躍して順次上行する4音からなる音型は、各楽章の主題と関連があり、全曲の基本動機的な役割を果たしている。序奏部はかなり長く、物語るように発展するが、やがて始めの旋律に戻り、主部に入る。
主部は弦楽器とクラリネットが弱音で第1主題を提示する。主題は序奏動機に基づき、繰り返しながら急激に盛り上がる。ホ短調の第2主題はクラリネットで奏されるが、弦楽器による第1主題の動機が絡んでいるために、あまり目立たない。小結尾では弦楽器に詠嘆的な旋律が現れる。提示部が終わり、展開部は弦楽器による長く延ばした響きで開始され、各主題を扱う。再現部は短縮されている。コーダは展開部と同じように始まり、すぐに激しく興奮するが、やがて序奏部の主題が戻ってきて静かに楽章を締めくくる。

- 第2楽章 ヴィヴァーチェ・ノン・トロッポ
ヘ長調、4分の2拍子、ソナタ形式。

スケルツォ風の楽章。短い前奏につづいて、木管がスコットランド民謡を思わせる旋律を示す。これが第1主題で、第1楽章の序奏主題の動機に基づく。第2主題はハ長調、弦楽器のスタッカートで順次下行する。展開部では第1主題を主に扱い、各楽器がこの主題を追いかけるように奏し合う。再現部では第2主題が強奏されて効果を上げる。

- 第3楽章 アダージョ
イ長調、4分の2拍子、ソナタ形式。

短い序奏があり、イ短調からイ長調に変わる。主部は、歌謡的な第1主題が第1ヴァイオリンで、それに応えるように葬送行進曲風の第2主題がクラリネット、ファゴット、ホルンで厳かに提示され、クライマックスを築く。再び穏やかな小結尾の後に、短い展開部に入るが、ここでは序奏と第2主題が取り扱われる。その後、ほぼ型通りの再現部の後、長めのコーダに入る。

- 第4楽章 アレグロ・ヴィヴァチッシモ - アレグロ・マエストーソ・アッサイ
イ短調 - イ長調、2分の2拍子（アラ・ブレーヴェ） - 8分の6拍子、ソナタ形式に後奏がつく

低弦が激しくリズムを刻み、ヴァイオリンが広い音域を上下する第1主題を示す。ホ短調の第2主題は木管楽器で出されるが、弦楽器によるハ長調の勇壮な対句を伴っている。この主題も第1楽章の序奏主題と関連がある。展開部では、第1主題と経過句の動機が主に扱われる。再現部は短縮され、コーダに入ると、第1主題に基づいて激しく高まるが、波が引くように静まって、第2主題が寂しげに奏され、いったん全休止となる。テンポを落として8分の6拍子になり、低弦が新しい旋律をイ長調で大きく歌う。これも第1楽章の序奏主題の動機が組み込まれている。この新しい主題によって壮大に高まり、全曲を明るく結ぶ。

### クレンペラー版
指揮者のオットー・クレンペラーは、第4楽章のコーダについて批判的な意見を持っていた。クレンペラーが本作を指揮した録音では、1960年フィルハーモニア管弦楽団とのスタジオ録音（EMI）が一般に知られているが、これは通常の演奏である。しかし、同レーベルで1966年にバイエルン放送交響楽団を指揮したライヴ録音では、第4楽章のコーダの後半95小節分をカットし、第4楽章の第2主題に基づく独自のコーダを演奏したものが残されている。この演奏では、イ長調の新たな旋律は現れず、音楽は短調のまま、静かに閉じられる。